# Karl Lederer (Politiker)
Karl Lederer (* 30. Oktober 1898 in Tüntenhausen; † 1977 in München) war ein deutscher Politiker, von 1933 bis 1941 Bürgermeister von Freising und ab 1941  zunächst NSDAP-Kreisleiter von Stadt und Kreis München. Danach, bis Kriegsende, NSDAP-Kreisleiter von Landshut-Vilsbiburg.

## Leben
Karl Lederer stammte aus Tüntenhausen bei Freising und war bereits beim Hitler-Putsch 1923 SA-Mitglied (SA Regiment München, 5. Kompanie) und war deswegen 1933 mit dem Blutorden der NSDAP ausgezeichnet worden. Er war Träger des goldenen Parteiabzeichens. Zum 15. Juni 1925 schloss er sich der neu gegründeten NSDAP wieder an (Mitgliedsnummer 7.750).
Mit der Machtergreifung 1933 wurde er NS-Kreisleiter von Freising (im Gau München-Oberbayern). Als Gottlieb Schwemmer auf Grund einer Versetzung das Amt des Oberbürgermeisters von Freising abgeben musste, wurde der Nationalsozialist Karl Lederer vom Stadtrat, der zu diesem Zeitpunkt nur noch aus NSDAP-Mitgliedern bestand, zum Oberbürgermeister gewählt. Ab 1935 führte die entzogene Kreisfreiheit zum Amtstitel Bürgermeister. In Lederers Amtszeit fällt die Eingemeindung Vöttings, der Bau mehrerer Arbeitersiedlungen im Norden der Stadt und in Lerchenfeld. Auch der Bau der Überführung der Münchner Straße über die viel befahrene Bahnstrecke München–Regensburg geschah während seiner Amtszeit. Die Brücke ist immer noch als Lederer-Buckel bekannt.
In seine Zeit in Freising fällt auch die Vertreibung und Deportation aller Freisinger Juden. Er selbst hatte in einer Versammlung am 9. November 1938 verkündet, „dass es mit dem heutigen Tage keinen jüdischen Vertreter und Geschäftsmann mehr in Freising gibt“ und damit in Freising die Reichspogromnacht eingeläutet. In Freising war er bis 1941. Sein Nachfolger als Bürgermeister von Freising wurde Hans Lechner. Im selben Jahr wurde Lederer Kreisleiter von München Stadt und Land. Nach Unstimmigkeiten mit dem NS-Gauleiter von München-Oberbayern, Paul Giesler, wurde Lederer Kreisleiter von Landshut-Vilsbiburg.
In den letzten Tagen des NS-Regimes, im Angesicht der anrückenden US-Truppen, die kurz vor Landshut standen, kam der Kreisleiter zu folgenden Schritten: Er warb und mobilisierte Kräfte für eine Nicht-Verteidigung der Stadt Landshut und verweigerte den Befehl des Gauleiters Ruckdeschel, noch rasch eine Wehrwolforganisation zu gründen.
Am 11. Mai 1945 stellte sich Lederer den amerikanischen Truppen in Rosenheim und wurde verhaftet. Über drei Jahre hinweg blieb er in verschiedenen Lagern interniert.  Die Lagerspruchkammer Moosburg stufte ihn schließlich am 19. August 1948 als "Belasteten" (Gruppe II) ein. Lederer wurde zu zwei Jahren Arbeitslager verurteilt. Die Strafe galt jedoch als verbüßt.